# Johann Fischer von Waldheim
Johann Gotthelf Fischer von Waldheim (Grigorij Ivanovitsch Fischer von Waldheim in russo) (13 de outubro de 1771 – 18 de outubro de 1853) foi um anatomista, entomólogo e paleontologista alemão. É possível que tenha sido ele que tenha cunhado o termo "paleontologia".
Fischer se empenhou principalmente na classificação de invertebrados, tendo como resultado o Entomographia Imperii Rossici (1820–1851). Ele também estudou fósseis da área ao redor de Moscou.

## Publicações
- Versuch über die Schwimmblase der Fische, Leipzig 1795
- Memoire pour servir d'introduction à un ouvrage sur la respiration des animaux, Paris 1798
- J. Ingenhousz über Ernährung der Pflanzen und Fruchtbarkeit des Bodens aus dem Englischen übersetzt und mit Anmerkungen versehen von Gotthelf Fischer. Nebst einer Einleitung über einige Gegenstände der Pflanzenphysiologie von F. A. von Humboldt, Leipzig 1798
- Ueber die verschiedene Form des Intermaxillarknochens in verschiedenen Thieren, Leipzig 1800
- Beschreibung einiger typographischer Seltenheiten. Nebst Beyträgen zur Erfindungsgeschichte der Buchdruckerkunst, Mainz und Nürnberg 1800
- Naturhistorische Fragmente, Frankfurt am Main 1801
- Beschreibung typographischer Seltenheiten und merkwürdiger Handschriften nebst Beyträgen zur Erfindungsgeschichte der Buchdruckerkunst, Mainz um 1801
- Essai sur les monuments typographiques de Jean Gutenberg, Mayençais, inventeur de l'imprimerie, Mainz 1801/1802
- Das Nationalmuseum der Naturgeschichte zu Paris, 1802
- Vorlesungen über vergleichende Anatomie, deutsche Übersetzung der Vorlesungen Georges Cuviers, Braunschweig 1801–1802
- Lettre au citoyen E. Geoffroy ... sur une nouvelle espèce de Loris : accompagnée de la description d'un craniomètre de nouvelle invention, Mainz 1804
- Anatomie der Maki und der ihnen verwandten Thiere, Frankfurt am Main 1804
- Tableaux synoptiques de zoognosie, 1805
- Museum Demidoff, ou catalogue systematique et raisonné des curiosités etc. donnés a l'université de Moscou par Paul de Demidoff, Moskau 1806
- Muséum d'Histoire naturelle de l'université imperiale de Moscou, 1806
- Notices sur les fossiles de Moscau, 1809–1811
- Notices d'un animal fossile de Sibérie, 1811
- Onomasticon du Système d'Oryctognoise, 1811
- Zoognosia tabulis synopticis illustrata, in usum prälectionum Academiae Imperialis Medico-Chirurgicae Mosquentis edita, Moskau 1813
- Observations sur quelques Diptères de Russie, 1813
- Adversaria zoologica, 1817–1823
- Entomographie de la Russie, Moskau 1820–1851
- Prodromus Petromatognosiae animalium systematicae, continens bibliographiam animalium fossilium, Moskau 1829–1832
- Oryctographie du gouvernement de Moscou, 1830–1837
- Bibliographia Palaeonthologica Animalium Systematica, Moskau 1834
- Einige Worte an die Mainzer, bei der Feierlichkeit des dem Erfinder der Buchdruckerkunst Johann Gutenberg in Mainz zu errichtenden Denkmals, Moskau 1836
- Recherches sur les ossements fossils de la Russie, Moskau 1836–1839
- Spicilegium entomographiae Rossicae, Moskau 1844